# 苓雅運動園区駅
苓雅運動園区駅（れいがうんどうえんくえき）は台湾高雄市苓雅区にある高雄捷運橘線の駅。本駅は中正一路と明德街の交差点（高速道路付近）に位置し、駅番号はO9。中山高速公路中正インターチェンジが近く、中正路上から台東、嘉義、雲林、台北、台中、桃園方面への高速バスに乗り換える事ができる。2024年4月25日に技撃館駅（ぎげきかんえき）から改称された。

## 駅構造
- ホームドア付き島式ホーム1面の地下駅であり、4箇所の出入口がある。

### 駅階層
| 地面    | 出入口                       | 出入口                                     |
| 地下1階 | コンコース階                 | コンコース、案内所、自動券売機、自動改札口 |
| 地下1階 | コンコース階                 | トイレ（駅西側で改札の外、出口1近く）      |
| 地下2階 | 1番ホーム                    | ←■橘線 美麗島・哈瑪星方面（五塊厝駅）      |
| 地下2階 | 島式ホーム、左側のドアが開く |                                            |
| 地下2階 | 2番ホーム                    | →■橘線 大寮方面（衛武営駅）                |

### 駅出口
出口1は駅西端北側、出口2は駅西端南側、出口3は駅東端南側、出口4は駅東端北側にある。出口3にはバリアフリーのエレベーターがある。
- 出口1：中正一路、輔仁路、苓雅スポーツセンター(西)、中正小学校
- 出口2：中正一路、明德街、中正ソフトボール場、青少年スポーツ公園、法務部高雄支署、行政院南部地区共同サービスセンター
- 出口3：中正一路、武營路、中正公園
- 出口4：中正一路、苓雅スポーツセンター(東)

## 利用状況
| 年   | 年間    | 年間    | 年間      | 年間     | 1日平均 | 1日平均 |
| 年   | 乗車    | 下車    | 乗下車計  | 出典     | 乗車    | 乗下車  |
| ---- | ------- | ------- | --------- | -------- | ------- | ------- |
| 2008 | 146,180 | 115,504 | 261,684   | [ 注 1 ] | 1,433   | 2,566   |
| 2009 | 567,287 | 436,430 | 1,003,717 | [ * 2 ]  | 1,554   | 2,750   |
| 2010 | 594,180 | 432,485 | 1,026,665 | [ * 3 ]  | 1,628   | 2,813   |
| 2011 | 648,360 | 479,291 | 1,127,651 | [ * 4 ]  | 1,776   | 3,089   |
| 2012 | 708,369 | 530,312 | 1,238,681 | [ * 4 ]  | 1,935   | 3,384   |
| 2013 | 736,901 | 560,134 | 1,297,035 | [ * 4 ]  | 2,019   | 3,554   |
| 2014 | 779,670 | 591,685 | 1,371,355 | [ * 4 ]  | 2,136   | 3,757   |
| 2015 | 722,454 | 565,653 | 1,288,107 | [ * 4 ]  | 1,979   | 3,529   |
| 2016 | 716,498 | 572,476 | 1,288,974 | [ * 4 ]  | 1,958   | 3,522   |
| 2017 | 693,867 | 570,252 | 1,264,119 | [ * 4 ]  | 1,901   | 3,463   |
| 2018 | 699,760 | 581,972 | 1,281,732 | [ * 4 ]  | 1,917   | 3,512   |
| 2019 | 714,976 | 595,179 | 1,310,155 | [ * 4 ]  | 1,959   | 3,589   |
| 2020 | 567,587 | 477,151 | 1,044,738 | [ * 4 ]  | 1,551   | 2,854   |

- 統計に関する出典

註釈
1. ↑  9月14日開業後の運営日数は109日だが、統計は有料化開始の9月21日以降102日で算出している[* 1] ）

出典
1. ↑  （繁体字中国語）高雄捷運公司 (2009年1月10日). “高雄都會區大眾捷運系統各站旅運量統計表”.   高雄市政府交通局. p. 頁10. 2019年5月5日閲覧。
2. ↑  （繁体字中国語）“高雄都會區大眾捷運系統各站旅運量統計表 中華民國98年”.   高雄市政府捷運工程局. p. 13 (2009年1月10日). 2019年10月27日閲覧。
3. ↑  （繁体字中国語）“高雄都會區大眾捷運系統各站旅運量統計表 中華民國99年”.   高雄市政府捷運工程局. p. 13. 2019年10月27日閲覧。
4. ↑  （繁体字中国語）“高雄都會區大眾捷運系統各站旅運量-年 依 年, 捷運站別 與 入出站”.   高雄市政府交通局 (2021年3月12日). 2021年3月12日閲覧。 高雄市統計資訊服務網

## 歴史
- 2008年9月14日 - 「技撃館駅」として開業[1]。
- 2008年9月21日 - 開通式典が行われた[2]。
- 2024年4月25日 - 現在の駅名に改称[3]。

## 隣の駅
高雄捷運
■橘線
五塊厝駅 - 苓雅運動園区駅 - 衛武営駅